# Dobele (stacja kolejowa)
Dobele – stacja kolejowa w miejscowości Dobele, w gminie Dobele, na Łotwie. Znajduje się na linii Jełgawa-Lipawa.